# Marion Loran
Marion Loran est une actrice française qui a joué dans de nombreuses pièces de théâtre et tourné pour la télévision et le cinéma. Elle est également adaptatrice de textes pour le théâtre et  pratique notamment le doublage.

## Filmographie

### Cinéma
- 1956 : Mitsou de Jacqueline Audry
- 1957 : La Garçonne de Jacqueline Audry
- 1970 : Peau d'Âne de Jacques Demy - Une jeune fille dans la grange
- 1971 : Un peu de soleil dans l'eau froide de Jacques Deray
- 1976 : Le Guêpier de Roger Pigaut -  La barmaid
- 1980 : Chère inconnue de Moshe Mizrahi - La préposée poste
- 1981 : Une sale affaire de Alain Bonnot - Arlette
- 1985 : Trois hommes et un couffin de Coline Serreau - Guilaine
- 1987 : L'Œil au beur(re) noir de Serge Meynard - La femme baisse-main
- 1988 : La Vie et rien d'autre de Bertrand Tavernier - Solange de Boissancourt
- 1992 : Vieille canaille de Gérard Jourd'hui - Annie
- 1999 : Tôt ou tard d'Anne-Marie Étienne - Marthe

### Télévision

#### Téléfilms
- 1968 : Don Juan revient de guerre de Marcel Cravenne - La dame #2
- 1975 : Les Rozenberg ne doivent pas mourir de Stellio Lorenzi - L'assistante de Me Bloch
- 1978 : Le Vent sur la maison de Franck Apprederis - Simone
- 1982 : Marcheloup de Roger Pigaut
- 1983 : Un manteau de chinchilla de Claude Othnin-Girard : Jacqueline
- 1992 : Fenêtre sur femmes de Don Kent
- 1995 : Une petite fille particulière de Jean-Pierre Prévost - Germaine Depreux
- 1995 : Le Malingot de Michel Sibra - Tante Anne
- 1998 : La Famille Sapajou - le retour d'Élisabeth Rappeneau - La Garde des Sceaux
- 1998 : Frères et flics de Bruno Gantillon
- 1999 : Un homme à défendre de Laurent Dussaux
- 2002 : Une autre femme de Jérôme Foulon - La mère d'Anne

#### Séries télévisées
- 1961/62 : Le Temps des copains, feuilleton télévisé de Robert Guez - Mademoiselle Arnulf
- 1963-1964 : La caméra explore le temps : 2 épisodes - Madeleine Bréban
  - 1963 : La Vérité sur l'affaire du courrier de Lyon de Stellio Lorenzi
  - 1964 : Le Mystère de Choisy de Stellio Lorenzi
- 1965 : Foncouverte de Robert Guez - 40 épisodes : Geneviève
- 1966 : Les Illusions perdues de Maurice Cazeneuve (mini-série)
- 1966/1970 : Allô Police - 36 épisodes : Mademoiselle Moreau
- 1967 : Vidocq - épisode : Le Système du docteur Terrier de Georges Neveux
- 1967 : Les Habits noirs, feuilleton télévisé de René Lucot - 5 épisodes (#1.21-#1.23-24-#1.27-28) - Mazagran
- 1962-1967 : Les Cinq Dernières Minutes - 4 épisodes : 
  - 1962 : épisode 26 : La Mort d'un casseur de Guy Lessertisseur : Marie Pouchon
  - 1965 : épisode 35 : Bonheur à tout prix  de Claude Loursais - Janine Sauviat
  - 1966 : épisode 39 : La Rose de fer de Jean-Pierre Marchand : Huguette , une boutiquière de la Tour Eiffel
  - 1967 : épisode 42 :  Finir en beauté de Claude Loursais - Manon
- 1970 : Les Enquêtes du commissaire Maigret -  épisode 12 : Maigret de Claude Barma - Fernande
- 1972 : François Gaillard ou la vie des autres, feuilleton télévisé de Jacques Ertaud - épisode : Michel -  Evelyne Larpin
- 1973 : La Porteuse de pain, feuilleton télévisé de Marcel Camus - épisode #1.6 - Margot
- 1975 : Le Pèlerinage d'Henri Colpi - Simone Keller
- 1977 : Madame le juge - épisode : Monsieur Bais de Claude Barma - Marthe
- 1977 : Un soir d'hiver place de la Concorde de Roger Pigaut
- 1977 : Dossier danger immédiat (Épisode "La Victime choisie") de Claude Barma
- 1977 : Un juge, un flic- épisode : Les hochets de Denys de la Patellière - Michèle Brun
- 1979 : Le Jeune Homme vert de Roger Pigaut : Marie-Thérèse du Courseau
- 1979 : Miss - épisode : Miss a peur de Roger Pigaut - La rééducatrice
- 1980 : Les Amours des années folles - épisode 4 : Les solitaires de Myols de Stéphane Bertin - Bertrande
- 1984 : Cinéma 16 - épisode : Sortie interdite de Patty Villiers
- 1994 : Placé en garde à vue, épisode : Model Blues de Marco Pauly
- 1994 : Le Fils du cordonnier d'Hervé Baslé
- 1996 : Combats de femme - épisode : Mariage d'amour de Pascale Bailly -  Jacqueline
- 2000 : Commissaire Moulin - épisode : Un flic sous influence de Gilles Béhat - Nadine
- 2003 : Le Camarguais - épisode 5 : Entre deux feux d'Olivier Langlois - La comtesse
- 2004 : Fargas - épisode 3 : Meurtre sans intention de Didier Delaître - La belle-mère de Fargas
- 2008 : Paris, enquêtes criminelles - épisode#3.3 : La grande vie de Dominique Tabuteau - Maud

## Théâtre
- 1958 : La Mouche bleue de Marcel Aymé, mise en scène Claude Sainval, Tournée
- 1963 : La Coquine d'André Roussin, mise en scène Jean Meyer, Théâtre du Palais Royal
- 1967 : Le Marchand de glace est passé d'Eugène O'Neill, mise en scène Gabriel Garran, Théâtre de la Commune
- 1968 : Les Chemins de fer d' Eugène Labiche, mise en scène d'André Barsacq, Théâtre de l'Atelier
- 1969 : Le Distrait de Jean-François Regnard, mise en scène Gabriel Garran, Théâtre de la Commune
- 1976 : Le Misanthrope de Molière, mise en scène Jean-Pierre Dougnac, Théâtre Daniel Sorano
- 1976 : Comme avant de John Mortimer, mise en scène Andréas Voutsinás, Théâtre Fontaine
- 1977 : Qui est qui ? de Keith Waterhouse, Willis Hall, mise en scène Victor Lanoux, Théâtre des Célestins
- 1979 : Les Deux Timides de Eugène Labiche, mise en scène Jean Meyer, Théâtre des Célestins
- 1981 : Sœurs de David Storey, mise en scène Pierre Mégemont, Théâtre d'Angers et tournée
- 1988 : Mort d'un commis voyageur d'Arthur Miller, mise en scène Marcel Bluwal, Théâtre national de l'Odéon, Théâtre de Nice
- 1989 : Le Foyer d'Octave Mirbeau, mise en scène Régis Santon, Théâtre de la Plaine et Bouffes-Parisiens (Molière Théâtre Public)
- 2000 : Becket ou l'Honneur de Dieu de Jean Anouilh, mise en scène Didier Long, Théâtre de Paris, (rôle de la Reine Mère)
- 2005 : Britannicus de Jean Racine, mise en scène Bernard Pisani, Théâtre des Deux Rives Charenton et tournée (rôle d'Agrippine)
- 2017 : Le Courage de ma mère de George Tabori, mise en scène David Ajchenbaum, Théâtre des Halles (rôle de la mère, voix uniquement)

### Adaptation pour le théâtre
- Le Crépuscule du Che de Jose Pablo Feinmann
- 2010 : Festival d'Avignon - Théâtre du Chêne Noir, mise en scène Gérard Gelas (avec Olivier Sitruk et Jacques Frantz)
- 2011 : Théâtre du Petit Montparnasse et tournée
- 2014/2015 : L'ombre de Heidegger de Jose Pablo Feinmann

## Doublage

### Cinéma

#### Films
- Jill Ireland dans :
  - Le Solitaire de Fort Humboldt (1975) : Marica
  - C'est arrivé entre midi et trois heures (1976) : Amanda Starbuck
- Ellen Burstyn dans :
  - Les Divins secrets (2002) : Viviane Joan Abbott Walker
  - Interstellar (2014) : Murphy Cooper âgée

Mais aussi :
- 1959 : La Chevauchée de la vengeance : Carrie Lane (Karen Steele) - 2e doublage
- 1966 : Colorado : Lizzie Miller (Luisa Rivelli)
- 1970 : Soldat bleu : Cresta Maribel Lee (Candice Bergen)
- 1970 : Le Miroir aux espions : la jeune femme à Londres (Susan George)
- 1971 : La Califfa : Irène Corsini La Califfa (Romy Schneider)
- 1971 : Le Phare du bout du monde : Arebella (Samantha Eggar)
- 1971 : Doc Holliday : Kate Elder (Faye Dunaway)
- 1972 : Opération clandestine : Georgia Hightower (Jennifer O'Neill)
- 1972 : La Cible hurlante : Pat Lomart (Jill St. John)
- 1973 : Le Privé : Ellen Wade (Nina van Pallandt (en))
- 1973 : Échec à l'organisation : Bett Harrow (Karen Black)
- 1974 : La Tour infernale : Lorrie (Susan Flannery) - 1er doublage
- 1975 : Mr. Ricco de Paul Bogart : Katherine (Geraldine Brooks)
- 1976 : Dynamite Girls : Candy Morgan (Claudia Jennings)
- 1977 : Le Toboggan de la mort : Helen (Dorothy Tristan)
- 1977 : Les Naufragés du 747 : Anne (Monica Lewis)
- 1978 : Voyage au bout de l'enfer : Linda (Meryl Streep)
- 1979 : Que le spectacle commence : l'infirmière Briggs (Cathie Shirriff)
- 1979 : La Grande Attaque du train d'or : Miriam (Lesley-Anne Down)
- 1979 : Maman a cent ans : Natalia (Amparo Muñoz)
- 1979 : De l'or au bout de la piste : Goldine Serafin (Susan Anton)
- 1979 : L'Infirmière de nuit : Lucia Pischella (Francesca Romana Coluzzi)
- 1981 : Les Chariots de feu : Sibyl Gordon (Alice Krige)
- 1981 : Deux filles au tapis : Iris (Vicki Frederick)
- 1981 : Halloween 2 : Marion Chambers (Nancy Stephens)
- 1981 : Piranha 2 : Les Tueurs volants : Anne Kimbrough (Tricia O'Neal)
- 1982 : Conan le Barbare : la sorcière (Cassandra Gava)
- 1982 : Le Monde selon Garp : la talonneuse (Swoosie Kurtz)
- 1982 : Ténèbres : l'inspectrice Altieri (Carola Stagnaro)
- 1982 : Les cadavres ne portent pas de costard : Juliet Forrest (Rachel Ward)
- 1983 : Flashdance : Katie Hurley (Belinda Bauer)
- 1983 : Private School (en) : Coach Whelan (Julie Payne)
- 1984 : Voleur de désirs : Janie Pointer (Christine Ebersole)
- 1986 : Psychose 3 : Tracy Venable (Roberta Maxwell)
- 1987 : Who's That Girl : Madame Worthington (Bibi Besch)
- 1987 : Malone, un tueur en enfer : Jamie (Lauren Hutton)
- 1989 : Sexe, Mensonges et Vidéo : Ann Bishop Mullany (Andie MacDowell)
- 1991 : Ce cher intrus : Marilyn Bella (Gena Rowlands)
- 1992 : Monsieur le député : Vera Johnson (Cynthia Harris)
- 1992 : Méli-mélo à Venise : Rosemary Horton (Alison Steadman)
- 1996 : Le Journal de Luka : Mère de Luka (Marisa Paredes)
- 2006 : Les Fous du roi : Mrs. Burden (Kathy Baker)
- 2006 : Da Vinci Code : la femme élégante à Rosslyn (Rita Davies)
- 2006 : La Jeune Fille de l'eau : Mlle Bell (Mary Beth Hurt)
- 2009 : Prédictions : Miss Taylor en 2009 (Alethea McGrath)
- 2012 : Target : Nana Foster (Rosemary Harris)
- 2012 : La Famille Pickler : Helen (Judy Leavell)
- 2015 : Mad Max: Fury Road : Miss Giddy (Jennifer Hagan)

#### Films d'animation
- 1974 : Dunderklumpen - la mère de Jens

### Télévision

#### Téléfilms
- 1974 : Brève rencontre : Melanie Harvey (Ann Firbank)
- 1985 : Le Couteau sur la nuque - Jane Wilkinson / Carlotta Adams (Faye Dunaway)
- 1997 : Douze Hommes en colère : Juge Cynthia Nance (Mary McDonnell)
- 2013 : Le Rôle de sa vie : Brenda (Stefanie Powers)

#### Séries télévisées
- La Dynastie des Forsyte (1967) :  Irene Heron (Nyree Dawn Porter)
- La Grande Vallée (1967-1969) : Victoria Barkley (Barbara Stanwyck) - saisons 2 à 4
- Dancin' Days (1978-1979) :  Júlia Matos (Sonia Braga)
- Dallas (1978-1991) : Donna Culver Krebbs (Susan Howard)
- Pour l'amour du risque (1979-1984) : Jennifer Hart (Stefanie Powers)
- Les Derniers Jours de Pompéi (1984) : Julia (Catriona MacColl)
- Les Dessous d'Hollywood (1985) : Sadie LaSalle (Angie Dickinson)
- Monte Carlo (1986) : Evelyn MacIntyre (Lauren Hutton)
- Washington Police (2002-2004) : Vanessa Cavanaugh (Jaclyn Smith)
- Cold Case : Affaires Classées (2003-2010) : Caroline Hargreave (Jane Daly)
- Commander in Chief (2005-2006) : Sara Templeton (Samantha Eggar)
- Jekyll (2007) : Miss Utterson (Linda Marlowe)
- Grand Hôtel (2012-2014) : Lady (Balaguer Asuncion)
- Banshee (2014-2015) : Leah Proctor (Jennifer Griffin)